# Jon Foreman
Jonathan Mark Foreman (22 de octubre de 1976) es el cantante principal, guitarrista, y cofundador de la banda de rock alternativo Switchfoot. Creó la banda en 1996 junto al baterista Chad Butler y al bajista Tim Foreman (el hermano de Jon). A la que luego se agregarían Jerome Fontamillas (arreglos, guitarra, etc.) y Drew Shirley (guitarra). Él escribe o coescribe todas las canciones de Switchfoot, y es el vocalista principal de la banda.
Foreman nació en el Condado de San Bernardino, California, pero su familia se mudó a Massachusetts y Virginia Beach durante su niñez. Ahí se hizo rápidamente amigo con Todd Cooper, quien lo animó a aprender a tocar la guitarra. Cooper fue después el técnico de guitarras para Switchfoot, aunque los dejó en 2005 para hacer su propia carrera musical. Después de varios años, Jon y su familia se mudaron nuevamente al sur de California, esta vez estableciéndose en San Diego. Jon asistió a la UC San Diego pero después la dejó para seguir su carrera de cantante.

## Vida personal
Uno de los pasatiempos preferidos de Jon es el surf, y cuando no está en tour, vive en San Diego, California con su esposa, Emily Masen de Foreman y su hija Daisy.
Jon Foreman es un cristiano comprometido. Sin embargo, su meta siempre fue hacer música para toda la gente. "Para nosotros, estas canciones son para todos. Llamándonos 'Rock cristiano' tiende a encerrarnos en una caja que encierra a algunos y nos excluye. Y no es lo que tratamos de hacer. La música siempre me ha abierto la mente— y eso es lo que queremos".

## Influencias
Jon Foreman cita a Elliott Smith, U2, The Police, James Taylor, The Beatles, Radiohead, Bach, Ronny Jordan, Miles Davis, Keith Green, Nirvana, Johnny Cash, Bob Dylan, y Led Zeppelin como algunas de sus influencias musicales. En 2001 fue premiado con el "Les Paul Horizon Award" por ser el guitarrista más prometedor en el anual Orville H. Gibson Guitar Awards en Los Ángeles.

## Proyectos paralelos

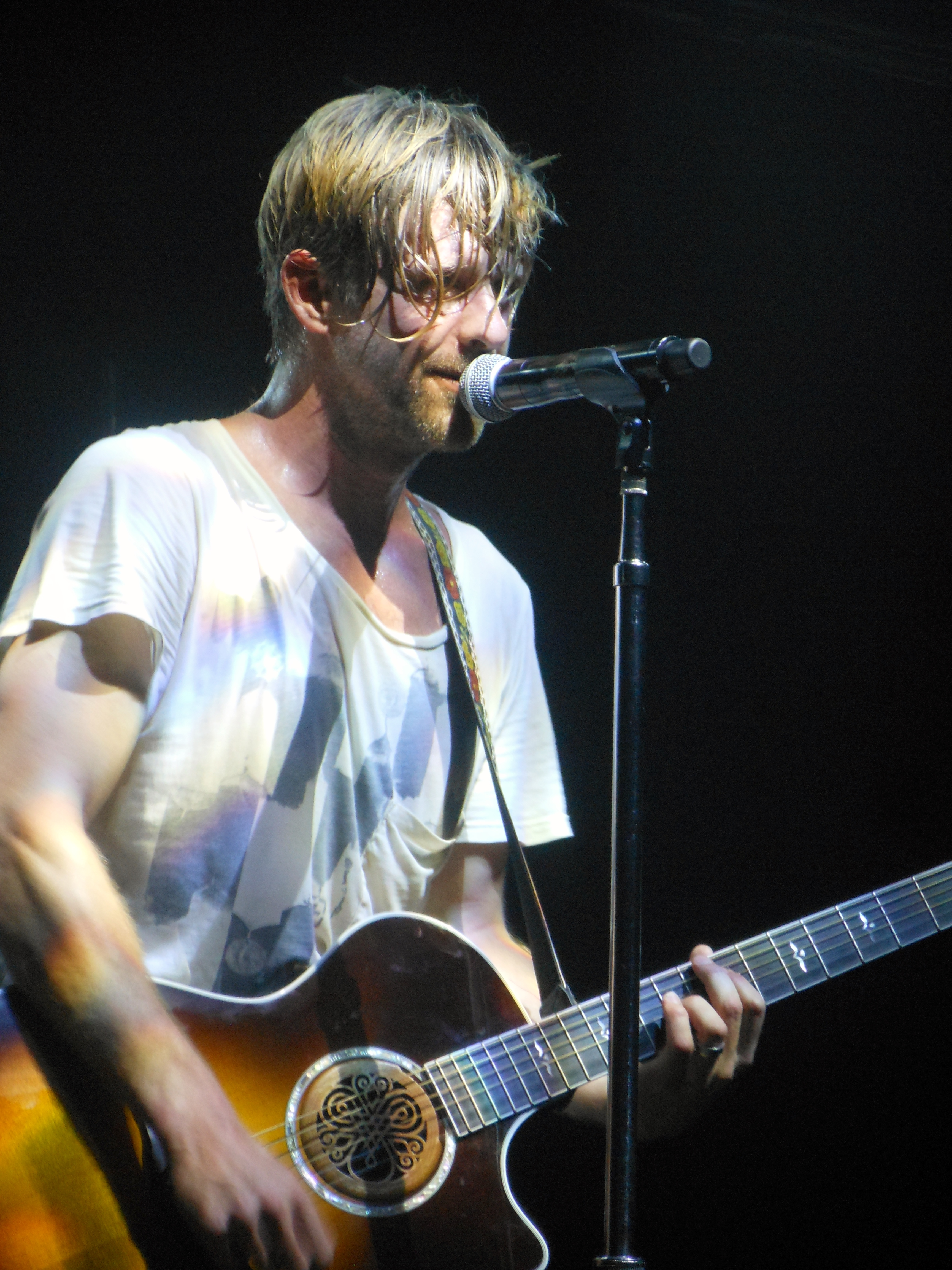
Jon Foreman actuando junto a Switchfoot en 2015

Además de ser el principal escritor para Switchfoot, Jon también ha hecho contribuciones musicales fuera de la banda, incluyendo escribir para la escritora y cantante de San Diego, condado de Orange, Molly Jenson. Jon también ha contribuido en los libros The Art of Being (El arte de ser) y New Way to be Human (Una nueva forma de ser humano) the latter written by producer Charlie Peacock. Él también apareció en el álbum de Relient K de 2007, Five Score and Seven Years Ago, prestando sus talentos vocales en la canción "Deathbed." En septiembre de 2009, el músico de Jazz Karl Denson sacó a la venta el álbum "Brother's Keeper" en el cual dos canciones fueron coescritas con Foreman, y una canción, "Drums of War", fue escrita enteramente por Jon. Foreman también proveyó de su voz como acompañamiento en la canción "Drums of War" de Denson.

### Fiction Family
En 2006, Foreman y el miembro de Nickel Creek,  Sean Watkins, empezaron a colaborar en un proyecto originalmente llamado "The Real SeanJon," el cual fue llamado después "Fiction Family." El llamado igualmente CD debut fue liberado el 20 de enero de 2009.
"El álbum fue grabado y escrito en partes, porque las dos bandas, Nickel Creek y Switchfoot, estuvieron trabajando duro y presentándose en tours, así que raramente estábamos en casa al mismo tiempo," dijo Jon. "Consecuentemente las pistas fueron yendo de acá para allá entre Sean y yo. Cualquiera que estuviera en casa después de un tour haría algo para las canciones sin expectativas reales, principalmente para nosotros y por el amor a la música, supongo. Entonces salimos con unas reglas de cowboy para el proyecto: Nada de trampas, ayudas ni afinación de voces."

### Proyecto solista
Foreman también trabajó en varios proyectos solo, grabando independientemente cuatro EP, titulados Fall, Winter, Spring, and Summer. Para el proyecto, Foreman se unió a Credential Recordings en asociación con el sello discográfico de Switchfoot, Lowercase people records. En octubre de 2008, Jon sacó también una colección de las canciones de sus estacionales EP junto con dos nuevas canciones. La colección fue llamada Limbs and Branches. En abril de 2009, fue nominado a los GMA Dove Award como el mejor cantante masculino del año.
En 2015 Jon Foreman anunció su nuevo proyecto The Wonderlands el cual tiene como temática las 24 horas del día y está separado en cuatro EPs con 6 canciones cada uno. Cada canción representa una hora del día.

## Estilo de escritura de canciones
Las canciones de Foreman tienden a ser muy musicales, y generalmente usan un amplio rango de distintos instrumentos, incluyendo, pero no limitado a: violín, chelo, trompeta, sítara, flauta, saxofón, clarinete, sintetizador, piano, distintas percusiones, y armónica. Jon siempre apuntó a usar instrumentaciones interesantes cuando escribe para Switchfoot, incluso en algunos de los primeros álbumes de la banda como The Legend of Chin, New Way to Be Human, y Learning to Breathe.

## Discografía solista
- Fall (27 de noviembre de 2007)
- Winter (15 de enero de 2008)
- Spring (25 de marzo de 2008)
- Summer (10 de junio de 2008)
- Fall, Winter, Spring, Summer (Vinyl Collection) (octubre de 2008)
- Limbs and Branches (28 de octubre de 2008)
- Sunlight (26 de mayo de 2015)
- Shadows (17 de agosto de 2015)
- Darkness (9 de septiembre de 2015)
- Dawn (23 de octubre de 2015)
- In bloom (2024)

### Sencillos
- "The Cure for Pain" (2007)
- "Your Love Is Strong" (2008)
- "Caroline" (2015)

### Apariciones en compilaciones
- Your Cheatin' Heart (Hank Williams cover) - Sony/ATV Nashville Classic Covers: Volume One
- Someday We'll Know (New Radicals con Mandy Moore) - Sony - A Walk to Remember Soundtrack
- Deathbed - Relient K's Five Score and Seven Years Ago
- You Don't Know How Beautiful You Are - To Write Love on Her Arms (film)'s soundtrack

## Posiciones de los álbumes
| Year | Title              | Chart positions | Chart positions | Chart positions                | Chart positions              | Chart positions   |
| Year | Title              | Heatseekers     | Billboard 200   | Billboard Top Christian Albums | Billboard Top Digital Albums | Top iTunes Albums |
| 2007 | Fall               |                 |                 |                                |                              | 15                |
| 2008 | Winter             |                 |                 |                                |                              | 9                 |
| 2008 | Fall & Winter      | 24              |                 | 33                             |                              |                   |
| 2008 | Spring             |                 |                 |                                | 12                           | 14                |
| 2008 | Summer             |                 | 162             | 6                              | 12                           | 9                 |
| 2008 | Spring & Summer    |                 |                 | 34                             |                              |                   |
| 2008 | Limbs and Branches |                 |                 | 36                             |                              | 48                |